# هيرمان بارون
هيرمان بارون (بالإنجليزية: Herman Barron)‏ هو لاعب غولف أمريكي، ولد في 23 ديسمبر 1909 في بورت تشيستير في الولايات المتحدة، وتوفي في 11 يونيو 1978 في بومبانو سيتي في الولايات المتحدة.